# 南島田町
南島田町（みなみしまだちょう）は、徳島県徳島市の町名。加茂名地区に属している。南島田町一丁目から南島田町四丁目まで存在する。郵便番号は〒770-0053。2009年12月現在の人口は1,567人、世帯数は719世帯（徳島市の調査より）。

## 地理
徳島市の北部に位置し、鮎喰川の東岸の旧島田町のうち南部を占める。東から順に1丁目～4丁目まである。住宅地域であるが、耕地も残る。西緑を鮎喰川が北東に流れ、南縁にJR徳島線が通り、庄町との境界となっていて鮎喰駅がある。東部に徳島県道・香川県道1号徳島引田線が通り、北端には徳島県道30号徳島鴨島線（通称：田宮街道）が通り、商業施設が立ち並ぶ。

### 河川
- 鮎喰川

## 歴史
元は島田町の一部で、昭和18年に現在の町名となった。

## 施設
- 本願寺（寺宝中の「紙本墨書聖徳太子伝暦2巻」は国の重要文化財）
- 両八幡神社
- タクト
- 鮎喰川河川敷緑地

### かつて存在した施設
- 徳島県立徳島テクノスクール

## 交通

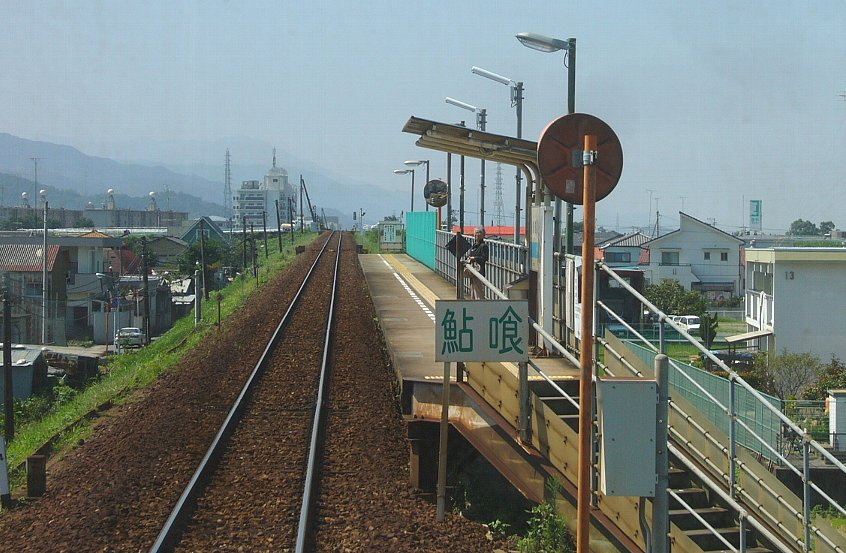
JR鮎喰駅

### 鉄道
- 四国旅客鉄道（JR四国）
徳島線
中心となる駅：鮎喰駅

### バス
- JR徳島駅前より島田石橋行きを利用。

### 道路
都道府県道
- 徳島県道・香川県道1号徳島引田線
- 徳島県道15号徳島吉野線
- 徳島県道30号徳島鴨島線